# Aek Sorik
Aek Sorik is een bestuurslaag in het regentschap Padang Lawas van de provincie Noord-Sumatra, Indonesië. Aek Sorik telt 204 inwoners (volkstelling 2010).